# ميراندا كوبر
ميراندا كوبر (بالإنجليزية: Miranda Cooper)‏ هي منتجة أسطوانات ومغنية وكاتبة غنائية بريطانية، ولدت في 1975.

## وصلات خارجية
- ميراندا كوبر على موقع IMDb (الإنجليزية)
- ميراندا كوبر على موقع ميوزك برينز (الإنجليزية)
- ميراندا كوبر على موقع أول ميوزيك (الإنجليزية)
- ميراندا كوبر على موقع ديسكوغز (الإنجليزية)